# Nervosa
Nervosa é uma banda brasileira de thrash metal formada em São Paulo no ano de 2010.
Atualmente conta com Prika Amaral nos vocais e guitarra, Helena Kotina na guitarra, Hel Pyre no baixo e Gabriela Abud na bateria.

## Carreira
A banda foi formada pela Prika Amaral e a baterista Fernanda Terra em 2010. Fernanda chamou a amiga Karen Ramos para a segunda guitarra alguns meses depois. Um ano e meio mais tarde, Fernanda Lira entrou na banda como baixista e vocalista, e Karen teve que deixar a banda.
Em 2012, a banda lançou a primeira demo Time of Death, que foi produzida no estúdio Mr. Som, de Pompeu e Heros do Korzus. Foi produzido um videoclipe para a canção "Masked Betrayer". Ainda em 2012, a baterista Fernanda Terra saiu, e foi substituída por Jully Lee, que ficou apenas por um show. Foi substituída pela baterista Pitchu Ferraz.
Com apenas uma música e ajuda do vocalista do Destruction, que era amigo de Fernanda Lira, a banda assinou com a gravadora austríaca Napalm Records.
A banda passou 2013 gravando seu álbum de estreia, que foi produzido por Marcello Pompeu, vocalista da banda de thrash metal Korzus. Com isso a banda conseguiu fazer diversos shows no Brasil, como artistas de abertura para bandas como Exodus, Artillery, Exumer e Raven. Victim of Yourself, o primeiro álbum de estúdio da banda, foi lançado em 7 de março de 2014. Este foi seguido por uma extensa turnê pela América do Sul. No verão de 2015, Nervosa fez seus primeiros shows na Europa, como suporte para o Hirax e tocou no Summer-Breeze-Festival.
As gravações do segundo álbum começaram em janeiro de 2016. Para isso, a banda voou para os Estados Unidos. O álbum contou com a produção, mixagem e masterização de Andy Classen. Em 2016, a banda lançou o segundo álbum de estúdio Agony, que foi lançado em 4 de junho de 2016. No outono de 2016 a banda embarcou em uma turnê europeia com Destruction, Flotsam and Jetsam e Enforcer. Após a etapa europeia da turnê, a baterista Pitchu Ferraz deixou a banda, que contou temporariamente com a baterista canadense Samantha Landa para concluir alguns shows.
Após vários meses sem uma baterista fixa, em março de 2017, a banda anunciou a entrada de Luana Dametto como a nova baterista. A entrada de Luana fez com que a banda adotasse elementos de death metal a partir do terceiro álbum, Downfall of Mankind, lançado em 2018. Em maio de 2018, lançam o videoclipe de “Kill The Silence”, o primeiro single do novo álbum.
Em 2019, a banda se apresentou no Rock in Rio, abrindo o dia do metal com show aclamado pela crítica.
Em 24 de abril de 2020, Fernanda Lira anunciou através de suas redes sociais a sua saída da banda. Horas depois, Luana Dametto, a então baterista da banda, também anunciou a sua saída.
Em 6 de maio de 2020, a guitarrista Prika Amaral postou em seu twitter a nova formação para a banda: Diva Satanica nos vocais, Prika Amaral na guitarra, Mia Wallace no baixo, e Eleni Nota na bateria. Ainda em maio de 2020 as ex-integrantes Fernanda Lira e Luana Dametto revelaram estar trabalhando juntas na nova banda Crypta. Com a nova formação, em outubro de 2020, lançam o single “Guided By Evil” e em novembro do mesmo ano, sai o single “Perpetual Chaos”.
Em janeiro de 2021, a banda lança o álbum Perpetual Chaos.
Em agosto de 2022, Eleni Nota e Nervosa anunciaram sua saida para tratar de problemas crônicos de saúde. Em setembro do mesmo ano, a baixista italiana Mia Wallace deixa a banda por causa de uma situação de emergência em sua família, sendo substituída pela baixista grega Hey Pyre, e a também grega Helena Kotina entra como guitarrista. Em dezembro, a baterista Nanu Villalba deixa a banda após 4 meses. Sendo substituída pela búlgara Michaela Naydenova, que permaneceu por quase um ano. Em janeiro de 2024 a brasileira Gabriela Abud assume as baquetas.
Em janeiro de 2023, a vocalista Diva Satânica sai da banda esclarecendo que o principal motivo de sua decisão de sair da Nervosa foi a necessidade de ter tempo para fazer outras coisas e ver a família.
Com a saída de Diva, Prika Amaral assume os vocais e em março de 2023, lançam o single e videoclipe de “Endless Ambition”. Em agosto do mesmo ano, lançam “Seed Of Death”, primeiro single do quinto álbum de estúdio da banda, chamado Jailbreak. A faixa título, foi o segundo single lançado e “Elements Of Sin” o terceiro.

## Reconhecimento
A maior parte das letras da banda se focam em problemas sociais do Brasil, como corrupção e política. As principais influências citadas pela banda foram Suicidal Tendencies, Sepultura, Slayer e Exodus, entre outros.
Em pouco tempo de carreira, Nervosa já foi comparada a bandas clássicas do thrash metal. Reinhold Reither, escritor da revista austríaca Onlinemagazin, comparou o álbum de estreia da banda, com os primeiros álbuns do Kreator (Pleasure to Kill) Destruction (Infernal Overkill). Além disso, foram feitas comparações com bandas como Slayer, Sepultura, Exodus e Suicidal Angels.

## Membros

### Integrantes atuais
- Prika Amaral (vocais e guitarra) (2010–presente)
- Helena Kotina (guitarra) (2021–presente)
- Hel Pyre (baixo) (2023–presente)
- Gabriela Abud (bateria) (2024–presente)

### Ex-Integrantes
- Fernanda Lira (vocais e baixo) (2011–2020)
- Diva Satánica (Rocio Vázquez) (vocais) (2020–2022)
- Karen Ramos (guitarra) (2010-2011)
- Mia Wallace (baixo) (2020–2023)
- Fernanda Terra (bateria) (2010-2012)
- Jully Lee (bateria) (2012)
- Pitchu Ferraz (bateria) (2013–2016)
- Luana Dametto (bateria) (2016–2020)
- Eleni Nota (bateria) (2020–2022)
- Nanu Villalba (bateria) (2022)
- Michaela Naydenova (bateria) (2023–2024)

## Discografia
| Álbuns de estúdio - Victim of Yourself (2014) - Agony (2016) - Downfall of Mankind (2018) - Perpetual Chaos (2021) - Jailbreak (2023) | EP - EP – 2012 (2012) - EP – Time of Death (2012) |

| - 2012 – Masked Betrayer 1. 2. 3. 4. 5. 6. 7. 8. 9. 10. 11. 12. 13. 14. 15. 16. 17. 18. 19. 20. 21. 22. 23. 24. 25. 26. 27. 28. 29. 30. 31. 32. 33. 34. 35. 36. 37. 38. 39. 40. 41. 42. 43. 44. 45. 46. 47. 48. |